# Deveciuşağı
Deveciuşağı (türkisch für Kameltreiberknecht) ist ein Ortsteil (Mahalle) im Landkreis Yumurtalık der türkischen Provinz Adana mit 591 Einwohnern (Stand: Ende 2024). Im Jahr 2011 zählte der Ort 689 Einwohner.